# Film in 2017
Dit artikel gaat over films uitgebracht in het jaar 2017, filmfestivals en filmprijzen.

## Succesvolste films
De tien films uit 2017 die het meest opbrachten.
| Rang | Titel                                  | Distributeur         | Opbrengst wereldwijd |
| ---- | -------------------------------------- | -------------------- | -------------------- |
| 1    | Star Wars: Episode VIII: The Last Jedi | Walt Disney Pictures | $ 1.332.539.889      |
| 2    | Beauty and the Beast                   | Walt Disney Pictures | $ 1.263.521.126      |
| 3    | The Fate of the Furious                | Universal Pictures   | $ 1.236.005.118      |
| 4    | Despicable Me 3                        | Universal Pictures   | $ 1.034.799.409      |
| 5    | Jumanji: Welcome to the Jungle         | Sony Pictures        | $ 962.077.546        |
| 6    | Spider-Man: Homecoming                 | Sony Pictures        | $ 880.166.924        |
| 7    | Wolf Warrior 2                         | H Collective         | $ 870.325.439        |
| 8    | Guardians of the Galaxy Vol. 2         | Walt Disney Pictures | $ 863.756.051        |
| 9    | Thor: Ragnarok                         | Walt Disney Pictures | $ 853.977.126        |
| 10   | Wonder Woman                           | Warner Bros.         | $ 821.847.012        |

## Filmprijzen
- Uitreiking 74e Golden Globe Awards: 8 januari
- Uitreiking 22ste Prix Lumières: 30 januari
- Uitreiking 7e Magritte du cinéma: 4 februari
- Uitreiking 70e British Academy Film Awards: 12 februari
- Uitreiking 21e Satellite Awards: 19 februari
- Uitreiking 42ste Césars: 24 februari
- Uitreiking 37e Golden Raspberry Awards: 25 februari
- Uitreiking 32e Film Independent Spirit Awards: 25 februari
- Uitreiking 89ste Academy Awards: 26 februari
- Uitreiking 43e Saturn Awards: 28 juni
- Uitreiking 30e Europese Filmprijzen: 9 december

## Filmfestivals
- Sundance Film Festival: 19–29 januari
- International Film Festival Rotterdam: 25 januari – 5 februari
- Internationaal filmfestival van Göteborg: 27 januari – 6 februari
- Internationaal filmfestival van Berlijn: 9–19 februari
  - Uitreiking Gouden Beer
- Filmfestival van Cannes: 17–28 mei
  - Uitreiking Gouden Palm
- Internationaal filmfestival van Karlsbad: 30 juni – 8 juli
- Internationaal filmfestival van Locarno: 2–12 augustus
  - Uitreiking Gouden Luipaard
- Filmfestival van Sarajevo: 11–18 augustus
  - Uitreiking Hart van Sarajevo
- Filmfestival van Venetië: 30 augustus – 9 september
  - Uitreiking Gouden Leeuw
- Internationaal filmfestival van Toronto: 7–17 september
- Film by the Sea Vlissingen: 8–17 september
- Filmfestival van Oostende: 8–16 september
  - Uitreiking Ensors
- Nederlands Film Festival, Utrecht: 20–29 september
  - Uitreiking Gouden Kalf
- Film Fest Gent: 10–20 oktober

## Lijst van films
Films die in 2017 zijn uitgebracht en een lemma in de Nederlandstalige Wikipedia hebben:
| Verschijningsdatum | Titel                                                                     | Land                                                                   | Opmerking                                                              |
| ------------------ | ------------------------------------------------------------------------- | ---------------------------------------------------------------------- | ---------------------------------------------------------------------- |
| 1 januari 2017     | Roodkapje: Een Modern Sprookje                                            | Nederland                                                              | Televisiefilm                                                          |
| 5 januari 2017     | xXx: Return of Xander Cage                                                | Verenigde Staten                                                       | Mexico-Stad                                                            |
| 17 januari 2017    | Death Race 2050                                                           | Verenigde Staten                                                       |                                                                        |
| 18 januari 2017    | L'Ascension                                                               | Frankrijk                                                              | Festival international du film de comédie de l'Alpe d'Huez             |
| 19 januari 2017    | A Dog's Purpose                                                           | Verenigde Staten                                                       |                                                                        |
| 19 januari 2017    | Sous le même toit                                                         | Frankrijk                                                              | Festival international du film de comédie de l'Alpe d'Huez             |
| 19 januari 2017    | Storm: Letters van Vuur                                                   | Nederland                                                              |                                                                        |
| 19 januari 2017    | I Don't Feel at Home in This World Anymore                                | Verenigde Staten                                                       | Sundance Film Festival Winnaar U.S. Grand Jury Prize: Dramatic         |
| 20 januari 2017    | Si j'étais un homme                                                       | Frankrijk                                                              | Festival international du film de comédie de l'Alpe d'Huez             |
| 20 januari 2017    | The Big Sick                                                              | Verenigde Staten                                                       | Sundance Film Festival                                                 |
| 21 januari 2017    | The Hero                                                                  | Verenigde Staten                                                       | Sundance Film Festival                                                 |
| 21 januari 2017    | Mudbound                                                                  | Verenigde Staten                                                       | Sundance Film Festival                                                 |
| 21 januari 2017    | The Nile Hilton Incident                                                  | Zweden                                                                 | Sundance Film Festival Winnaar World Cinema Grand Jury Prize: Dramatic |
| 21 januari 2017    | Wind River                                                                | Verenigde Staten                                                       | Sundance Film Festival                                                 |
| 22 januari 2017    | Call Me by Your Name                                                      | Italië / Verenigde Staten / Frankrijk                                  | Sundance Film Festival                                                 |
| 22 januari 2017    | A Ghost Story                                                             | Verenigde Staten                                                       | Sundance Film Festival                                                 |
| 22 januari 2017    | T2 Trainspotting                                                          | Verenigd Koninkrijk                                                    |                                                                        |
| 22 januari 2017    | Wilson                                                                    | Verenigde Staten                                                       | Sundance Film Festival                                                 |
| 23 januari 2017    | Brigsby Bear                                                              | Verenigde Staten                                                       | Sundance Film Festival                                                 |
| 23 januari 2017    | Crown Heights                                                             | Verenigde Staten                                                       | Sundance Film Festival                                                 |
| 23 januari 2017    | Sueño en otro idioma                                                      | Mexico                                                                 | Sundance Film Festival                                                 |
| 24 januari 2017    | Get Out                                                                   | Verenigde Staten                                                       | Sundance Film Festival                                                 |
| 25 januari 2017    | Chez nous                                                                 | Frankrijk / België                                                     | Lyon                                                                   |
| 26 januari 2017    | Ron Goossens, Low Budget Stuntman                                         | Nederland                                                              |                                                                        |
| 27 januari 2017    | Tom of Finland                                                            | Finland / Zweden / Denemarken / Duitsland / IJsland / Verenigde Staten | Internationaal filmfestival van Göteborg                               |
| 27 januari 2017    | November                                                                  | Estland                                                                | Tallinn                                                                |
| 30 januari 2017    | John Wick: Chapter 2                                                      | Verenigde Staten                                                       | Hollywood                                                              |
| 1 februari 2017    | The Lego Batman Movie                                                     | Verenigde Staten / Denemarken                                          | Parijs                                                                 |
| 1 februari 2017    | Rings                                                                     | Verenigde Staten                                                       |                                                                        |
| 3 februari 2017    | The Space Between Us                                                      | Verenigde Staten                                                       |                                                                        |
| 6 februari 2017    | All Summers End                                                           | Verenigde Staten                                                       | Santa Barbara International Film Festival                              |
| 7 februari 2017    | Fifty Shades Darker                                                       | Verenigde Staten                                                       | Hamburg                                                                |
| 9 februari 2017    | Django                                                                    | Frankrijk                                                              | Internationaal filmfestival van Berlijn (openingsfilm)                 |
| 10 februari 2017   | Testről és lélekről (On Body and Soul)                                    | Hongarije                                                              | Internationaal filmfestival van Berlijn Winnaar Gouden Beer            |
| 11 februari 2017   | Insyriated                                                                | België / Frankrijk / Libanon                                           | Internationaal filmfestival van Berlijn                                |
| 13 februari 2017   | Fist Fight                                                                | Verenigde Staten                                                       | Los Angeles                                                            |
| 15 februari 2017   | Colo                                                                      | Portugal / Frankrijk                                                   | Internationaal filmfestival van Berlijn                                |
| 17 februari 2017   | Logan                                                                     | Verenigde Staten                                                       | Internationaal filmfestival van Berlijn                                |
| 18 februari 2017   | First They Killed My Father                                               | Verenigde Staten                                                       | Siem Reap, Cambodja                                                    |
| 23 februari 2017   | Beauty and the Beast                                                      | Verenigde Staten                                                       | Londen                                                                 |
| 24 februari 2017   | Bitter Harvest                                                            | Canada                                                                 |                                                                        |
| 28 februari 2017   | Kong: Skull Island                                                        | Verenigde Staten                                                       | Londen                                                                 |
| 2 maart 2017       | Tuintje in mijn hart                                                      | Nederland                                                              |                                                                        |
| 2 maart 2017       | Verdwijnen                                                                | Nederland                                                              |                                                                        |
| 7 maart 2017       | Gangsterdam                                                               | Frankrijk / Nederland / België                                         | Nancy                                                                  |
| 8 maart 2017       | The Zookeeper's Wife                                                      | Verenigde Staten / Verenigd Koninkrijk / Tsjechië                      | Warschau                                                               |
| 10 maart 2017      | Song to Song                                                              | Verenigde Staten                                                       | SXSW                                                                   |
| 11 maart 2017      | Baby Driver                                                               | Verenigde Staten / Verenigd Koninkrijk                                 | SXSW                                                                   |
| 11 maart 2017      | The Ballad of Lefty Brown                                                 | Verenigde Staten                                                       | SXSW                                                                   |
| 12 maart 2017      | Atomic Blonde                                                             | Verenigde Staten                                                       | SXSW                                                                   |
| 12 maart 2017      | The Boss Baby                                                             | Verenigde Staten                                                       | Miami Film Festival                                                    |
| 12 maart 2017      | The Disaster Artist                                                       | Verenigde Staten                                                       | SXSW                                                                   |
| 13 maart 2017      | Het verlangen                                                             | Nederland                                                              | Amsterdam                                                              |
| 15 maart 2017      | H.I.T.                                                                    | België                                                                 |                                                                        |
| 16 maart 2017      | Ghost in the Shell                                                        | Verenigde Staten                                                       | Shinjuku                                                               |
| 18 maart 2017      | Life                                                                      | Verenigde Staten                                                       | SXSW                                                                   |
| 22 maart 2017      | Power Rangers                                                             | Verenigde Staten                                                       |                                                                        |
| 22 maart 2017      | De terugkeer van de wespendief                                            | Nederland                                                              |                                                                        |
| 23 maart 2017      | Smurfs: The Lost Village                                                  | Verenigde Staten                                                       |                                                                        |
| 3 april 2017       | Monk                                                                      | Nederland                                                              | Eye Filmmuseum                                                         |
| 29 maart 2017      | Telle mère, telle fille                                                   | Frankrijk                                                              |                                                                        |
| 4 april 2017       | The Fate of the Furious                                                   | Verenigde Staten                                                       | Berlijn                                                                |
| 6 april 2017       | Aftermath                                                                 | Verenigde Staten                                                       |                                                                        |
| 7 april 2017       | Sandy Wexler                                                              | Verenigde Staten                                                       |                                                                        |
| 10 april 2017      | Guardians of the Galaxy Vol. 2                                            | Verenigde Staten                                                       | Tokio                                                                  |
| 19 april 2017      | Hotel De Grote L                                                          | Nederland                                                              |                                                                        |
| 20 april 2017      | Voor elkaar gemaakt                                                       | Nederland                                                              |                                                                        |
| 24 april 2017      | Unlocked                                                                  | Verenigde Staten / Verenigd Koninkrijk                                 | Bari                                                                   |
| 26 april 2017      | The Circle                                                                | Verenigde Staten                                                       | Tribeca Film Festival                                                  |
| 29 april 2017      | It Comes at Night                                                         | Verenigde Staten                                                       | Overlook Film Festival                                                 |
| 2 mei 2017         | Snatched                                                                  | Verenigde Staten                                                       | New York                                                               |
| 4 mei 2017         | Alien: Covenant                                                           | Verenigde Staten                                                       | Londen                                                                 |
| 8 mei 2017         | King Arthur: Legend of the Sword                                          | Verenigde Staten                                                       | Los Angeles                                                            |
| 11 mei 2017        | Pirates of the Caribbean: Dead Men Tell No Tales                          | Verenigde Staten                                                       | Shanghai                                                               |
| 14 mei 2017        | Baywatch                                                                  | Verenigde Staten                                                       | Miami                                                                  |
| 14 mei 2017        | Wonder Woman                                                              | Verenigde Staten                                                       | Shanghai                                                               |
| 17 mei 2017        | Les Fantômes d'Ismaël                                                     | Frankrijk                                                              | Filmfestival van Cannes (Openingsfilm)                                 |
| 18 mei 2017        | Nelyubov (Loveless)                                                       | Rusland                                                                | Filmfestival van Cannes                                                |
| 18 mei 2017        | Wonderstruck                                                              | Verenigde Staten                                                       | Filmfestival van Cannes                                                |
| 19 mei 2017        | Okja                                                                      | Zuid-Korea / Verenigde Staten                                          | Filmfestival van Cannes                                                |
| 19 mei 2017        | Jupiter holdja (Jupiter's Moon)                                           | Hongarije / Duitsland                                                  | Filmfestival van Cannes                                                |
| 20 mei 2017        | The Square                                                                | Zweden / Duitsland / Frankrijk / Denemarken                            | Filmfestival van Cannes Winnaar Gouden Palm                            |
| 20 mei 2017        | 120 battements par minute                                                 | Frankrijk                                                              | Filmfestival van Cannes                                                |
| 21 mei 2017        | Le Redoutable                                                             | Frankrijk                                                              | Filmfestival van Cannes                                                |
| 21 mei 2017        | The Meyerowitz Stories                                                    | Verenigde Staten                                                       | Filmfestival van Cannes                                                |
| 21 mei 2017        | Sanpo suru shinryakusha (Before We Vanish)                                | Japan                                                                  | Filmfestival van Cannes (Un certain regard)                            |
| 22 mei 2017        | Happy End                                                                 | Frankrijk / Duitsland / Oostenrijk                                     | Filmfestival van Cannes                                                |
| 22 mei 2017        | The Killing of a Sacred Deer                                              | Ierland / Verenigd Koninkrijk / Verenigde Staten                       | Filmfestival van Cannes                                                |
| 22 mei 2017        | The Mummy                                                                 | Verenigde Staten                                                       |                                                                        |
| 24 mei 2017        | The Beguiled                                                              | Verenigde Staten                                                       | Filmfestival van Cannes                                                |
| 24 mei 2017        | Marlina si pembunuh dalam empat babak (Marlina the Murderer in Four Acts) | Indonesië / Frankrijk / Maleisië / Thailand                            | Filmfestival van Cannes (Quinzaine des réalisateurs)                   |
| 26 mei 2017        | War Machine                                                               | Verenigde Staten                                                       | Netflix                                                                |
| 27 mei 2017        | D'après une histoire vraie                                                | Frankrijk / België                                                     | Filmfestival van Cannes                                                |
| 27 mei 2017        | You Were Never Really Here                                                | Verenigd Koninkrijk / Frankrijk / Verenigde Staten                     | Filmfestival van Cannes                                                |
| 1 juni 2017        | Broers                                                                    | Nederland                                                              |                                                                        |
| 2 juni 2017        | Captain Underpants: The First Epic Movie                                  | Verenigde Staten                                                       |                                                                        |
| 2 juni 2017        | The Recall                                                                | Verenigde Staten / Canada                                              |                                                                        |
| 9 juni 2017        | The Hunter's Prayer                                                       | Verenigde Staten                                                       |                                                                        |
| 11 juni 2017       | Menendez: Blood Brothers                                                  | Verenigde Staten                                                       |                                                                        |
| 12 juni 2017       | 47 Meters Down                                                            | Verenigd Koninkrijk / Verenigde Staten                                 | Los Angeles                                                            |
| 12 juni 2017       | Loving Vincent                                                            | Polen / Verenigd Koninkrijk                                            | Festival international du film d'animation d'Annecy                    |
| 14 juni 2017       | Despicable Me 3                                                           | Verenigde Staten                                                       | Festival international du film d'animation d'Annecy                    |
| 16 juni 2017       | Cars 3                                                                    | Verenigde Staten                                                       | Animatiefilm                                                           |
| 16 juni 2017       | Girls Night Out (Rough Night)                                             | Verenigde Staten                                                       |                                                                        |
| 18 juni 2017       | Transformers: The Last Knight                                             | Verenigde Staten                                                       | Londen                                                                 |
| 19 juni 2017       | Annabelle: Creation                                                       | Verenigde Staten                                                       | Los Angeles Film Festival                                              |
| 20 juni 2017       | The Bachelors                                                             | Verenigde Staten                                                       | Filmfestival van Los Angeles                                           |
| 22 juni 2017       | The Last Photograph                                                       | Verenigd Koninkrijk                                                    | Internationaal filmfestival van Edinburgh                              |
| 28 juni 2017       | Spider-Man: Homecoming                                                    | Verenigde Staten                                                       | Los Angeles                                                            |
| 1 juli 2017        | 100% Coco                                                                 | Nederland                                                              |                                                                        |
| 8 juli 2017        | Mary and the Witch's Flower                                               | Japan                                                                  | Animatiefilm                                                           |
| 10 juli 2017       | War for the Planet of the Apes                                            | Verenigde Staten                                                       | New York                                                               |
| 13 juli 2017       | Dunkirk                                                                   | Verenigd Koninkrijk / Verenigde Staten / Frankrijk / Nederland         | Londen                                                                 |
| 13 juli 2017       | Tulip Fever                                                               | Verenigd Koninkrijk                                                    |                                                                        |
| 14 juli 2017       | Wish Upon                                                                 | Verenigde Staten                                                       |                                                                        |
| 15 juli 2017       | Sing Song                                                                 | Nederland                                                              |                                                                        |
| 19 juli 2017       | Valerian and the City of a Thousand Planets                               | Frankrijk                                                              | Fantasia International Film Festival                                   |
| 23 juli 2017       | The Emoji Movie                                                           | Verenigde Staten                                                       | Los Angeles                                                            |
| 25 juli 2017       | Detroit                                                                   | Verenigde Staten                                                       |                                                                        |
| 27 juli 2017       | Wolf Warrior 2                                                            | China                                                                  |                                                                        |
| 31 juli 2017       | The Dark Tower                                                            | Verenigde Staten                                                       | New York                                                               |
| 31 juli 2017       | Kidnap                                                                    | Verenigde Staten                                                       | Hollywood                                                              |
| 3 augustus 2017    | Vinterbrødre (Winter Brothers)                                            | Denemarken / IJsland                                                   | Internationaal filmfestival van Locarno                                |
| 6 augustus 2017    | Madame Hyde                                                               | Frankrijk / België                                                     | Internationaal filmfestival van Locarno                                |
| 6 augustus 2017    | What Happened to Monday                                                   | Verenigd Koninkrijk / Frankrijk / België                               | Internationaal filmfestival van Locarno                                |
| 9 augustus 2017    | The Glass Castle                                                          | Verenigde Staten                                                       | Manhattan                                                              |
| 10 augustus 2017   | The Hitman's Bodyguard                                                    | Verenigde Staten                                                       |                                                                        |
| 21 augustus 2017   | Robert and the Toymaker                                                   | Verenigd Koninkrijk                                                    |                                                                        |
| 28 augustus 2017   | Foxtrot                                                                   | Israël / Frankrijk / Duitsland / Zwitserland                           | Tel Aviv                                                               |
| 30 augustus 2017   | Downsizing                                                                | Verenigde Staten                                                       | Filmfestival van Venetië                                               |
| 30 augustus 2017   | Nico, 1988                                                                | België / Italië                                                        | Filmfestival van Venetië                                               |
| 31 augustus 2017   | The Shape of Water                                                        | Verenigde Staten                                                       | Filmfestival van Venetië Winnaar Gouden Leeuw                          |
| 31 augustus 2017   | First Reformed                                                            | Verenigde Staten                                                       | Filmfestival van Venetië                                               |
| 1 september 2017   | Darkest Hour                                                              | Verenigd Koninkrijk                                                    | Filmfestival van Telluride                                             |
| 1 september 2017   | Film Stars Don't Die in Liverpool                                         | Verenigd Koninkrijk                                                    | Filmfestival van Telluride                                             |
| 1 september 2017   | Lady Bird                                                                 | Verenigde Staten                                                       | Filmfestival van Telluride                                             |
| 1 september 2017   | Lean on Pete                                                              | Verenigd Koninkrijk                                                    | Filmfestival van Venetië                                               |
| 1 september 2017   | Little Evil                                                               | Verenigde Staten                                                       |                                                                        |
| 1 september 2017   | Our Souls at Night                                                        | Verenigde Staten                                                       | Filmfestival van Venetië                                               |
| 2 september 2017   | Battle of the Sexes                                                       | Verenigde Staten                                                       | Filmfestival van Telluride                                             |
| 2 september 2017   | Suburbicon                                                                | Verenigde Staten                                                       | Filmfestival van Venetië                                               |
| 3 september 2017   | Victoria and Abdul                                                        | Verenigd Koninkrijk / Verenigde Staten                                 | Filmfestival van Venetië                                               |
| 3 september 2017   | The Leisure Seeker                                                        | Frankrijk / Italië                                                     | Filmfestival van Venetië                                               |
| 4 september 2017   | Three Billboards Outside Ebbing, Missouri                                 | Verenigde Staten                                                       | Filmfestival van Venetië                                               |
| 4 september 2017   | Woodshock                                                                 | Verenigde Staten                                                       | Filmfestival van Venetië                                               |
| 5 september 2017   | Mother!                                                                   | Verenigde Staten                                                       | Filmfestival van Venetië                                               |
| 5 september 2017   | It: Chapter One                                                           | Verenigde Staten                                                       | Hollywood                                                              |
| 7 september 2017   | Le Fidèle                                                                 | België / Frankrijk / Nederland                                         | Internationaal filmfestival van Toronto                                |
| 7 september 2017   | Der Hauptmann                                                             | Duitsland / Frankrijk / Polen                                          | Internationaal filmfestival van Toronto                                |
| 7 september 2017   | Papillon                                                                  | Verenigde Staten                                                       | Internationaal filmfestival van Toronto                                |
| 8 september 2017   | The Breadwinner                                                           | Canada / Luxemburg / Ierland                                           | Internationaal filmfestival van Toronto Animatiefilm                   |
| 8 september 2017   | Cargo                                                                     | België / Nederland / Frankrijk                                         | Filmfestival van Oostende                                              |
| 8 september 2017   | In Blue                                                                   | Nederland / België / Roemenië                                          | Film by the Sea                                                        |
| 8 september 2017   | Journey's End                                                             | Verenigd Koninkrijk                                                    | Internationaal filmfestival van Toronto                                |
| 8 september 2017   | Molly's Game                                                              | Verenigde Staten                                                       | Internationaal filmfestival van Toronto                                |
| 8 september 2017   | I, Tonya                                                                  | Verenigde Staten                                                       | Internationaal filmfestival van Toronto                                |
| 8 september 2017   | Stronger                                                                  | Verenigde Staten                                                       | Internationaal filmfestival van Toronto                                |
| 9 september 2017   | The Current War                                                           | Verenigde Staten                                                       | Internationaal filmfestival van Toronto                                |
| 9 september 2017   | Hva vil folk si (What Will People Say)                                    | Noorwegen / Duitsland / Zweden                                         | Internationaal filmfestival van Toronto                                |
| 9 september 2017   | The Mountain Between Us                                                   | Verenigde Staten                                                       | Internationaal filmfestival van Toronto                                |
| 10 september 2017  | Breath                                                                    | Australië                                                              | Internationaal filmfestival van Toronto                                |
| 10 september 2017  | Chappaquiddick                                                            | Verenigde Staten                                                       | Internationaal filmfestival van Toronto                                |
| 10 september 2017  | Roman J. Israel, Esq.                                                     | Verenigde Staten                                                       | Internationaal filmfestival van Toronto                                |
| 10 september 2017  | Woman Walks Ahead                                                         | Verenigde Staten                                                       | Internationaal filmfestival van Toronto                                |
| 11 september 2017  | Breathe                                                                   | Verenigd Koninkrijk / Verenigde Staten                                 | Internationaal filmfestival van Toronto                                |
| 13 september 2017  | Kings                                                                     | Frankrijk / België                                                     | Internationaal filmfestival van Toronto                                |
| 14 september 2017  | Bella Donna's                                                             | Nederland                                                              |                                                                        |
| 23 september 2017  | Dummie de Mummie en de tombe van Achnetoet                                | Nederland                                                              | Nederlands Film Festival                                               |
| 23 september 2017  | Broeders                                                                  | Nederland                                                              | Nederlands Film Festival                                               |
| 27 september 2017  | Flatliners                                                                | Verenigde Staten                                                       | Los Angeles                                                            |
| 27 september 2017  | Misfit                                                                    | Nederland                                                              |                                                                        |
| 29 september 2017  | Gerald's Game                                                             | Verenigde Staten                                                       |                                                                        |
| 30 september 2017  | Shock and Awe                                                             | Verenigde Staten                                                       | Filmfestival van Zürich                                                |
| 3 oktober 2017     | Blade Runner 2049                                                         | Verenigde Staten                                                       | Los Angeles                                                            |
| 4 oktober 2017     | My Little Pony: The Movie                                                 | Verenigde Staten / Canada                                              |                                                                        |
| 7 oktober 2017     | The Snowman                                                               | Verenigd Koninkrijk / Verenigde Staten / Zweden                        | Haifa International Film Festival                                      |
| 10 oktober 2017    | Thor: Ragnarok                                                            | Verenigde Staten                                                       |                                                                        |
| 12 oktober 2017    | Geostorm                                                                  | Verenigde Staten                                                       |                                                                        |
| 13 oktober 2017    | Zagros                                                                    | België                                                                 | Film Fest Gent                                                         |
| 14 oktober 2017    | Beyond Skyline                                                            | Verenigde Staten                                                       | Toronto After Dark Film Festival                                       |
| 14 oktober 2017    | Façades                                                                   | België                                                                 | Film Fest Gent                                                         |
| 14 oktober 2017    | Wonder Wheel                                                              | Verenigde Staten                                                       | New York Film Festival                                                 |
| 15 oktober 2017    | Resurrection                                                              | België                                                                 | Film Fest Gent                                                         |
| 15 oktober 2017    | Thank You for Your Service                                                | Verenigde Staten                                                       | Heartland Film Festival                                                |
| 19 oktober 2017    | Pestkop                                                                   | Nederland                                                              | Hilversum                                                              |
| 19 oktober 2017    | Kleine IJstijd                                                            | Nederland                                                              |                                                                        |
| 20 oktober 2017    | Boo 2! A Madea Halloween                                                  | Verenigde Staten                                                       |                                                                        |
| 20 oktober 2017    | Coco                                                                      | Verenigde Staten                                                       | Festival Internacional de Cine de Morelia Animatiefilm                 |
| 25 oktober 2017    | Jigsaw                                                                    | Verenigde Staten                                                       | Moskou                                                                 |
| 26 oktober 2017    | Justice League                                                            | Verenigde Staten                                                       | Peking                                                                 |
| 2 november 2017    | Murder on the Orient Express                                              | Verenigd Koninkrijk / Verenigde Staten                                 | Londen                                                                 |
| 4 november 2017    | Vele hemels boven de zevende                                              | België                                                                 | Leiden International Film Festival                                     |
| 5 november 2017    | Paddington 2                                                              | Verenigd Koninkrijk / Frankrijk                                        | Londen                                                                 |
| 9 november 2017    | Oh Baby                                                                   | Nederland                                                              |                                                                        |
| 10 november 2017   | Daddy's Home 2                                                            | Verenigde Staten                                                       |                                                                        |
| 14 november 2017   | Wonder                                                                    | Verenigde Staten                                                       | Los Angeles                                                            |
| 5 december 2017    | Jumanji: Welcome to the Jungle                                            | Verenigde Staten                                                       | Parijs                                                                 |
| 6 december 2017    | De familie Slim                                                           | Nederland                                                              |                                                                        |
| 8 december 2017    | The Greatest Showman                                                      | Verenigde Staten                                                       | Queen Mary 2                                                           |
| 9 december 2017    | Star Wars: Episode VIII: The Last Jedi                                    | Verenigde Staten                                                       | Los Angeles                                                            |
| 10 december 2017   | Ferdinand                                                                 | Verenigde Staten                                                       | Los Angeles                                                            |
| 14 december 2017   | The Post                                                                  | Verenigde Staten                                                       | Washington D.C.                                                        |
| 18 december 2017   | All the Money in the World                                                | Verenigde Staten                                                       | Beverly Hills                                                          |
| 20 december 2017   | F.C. De Kampioenen 3: Forever                                             | België                                                                 |                                                                        |
| 22 december 2017   | Bright                                                                    | Verenigde Staten                                                       | Netflix                                                                |